# Enrico Cavalli

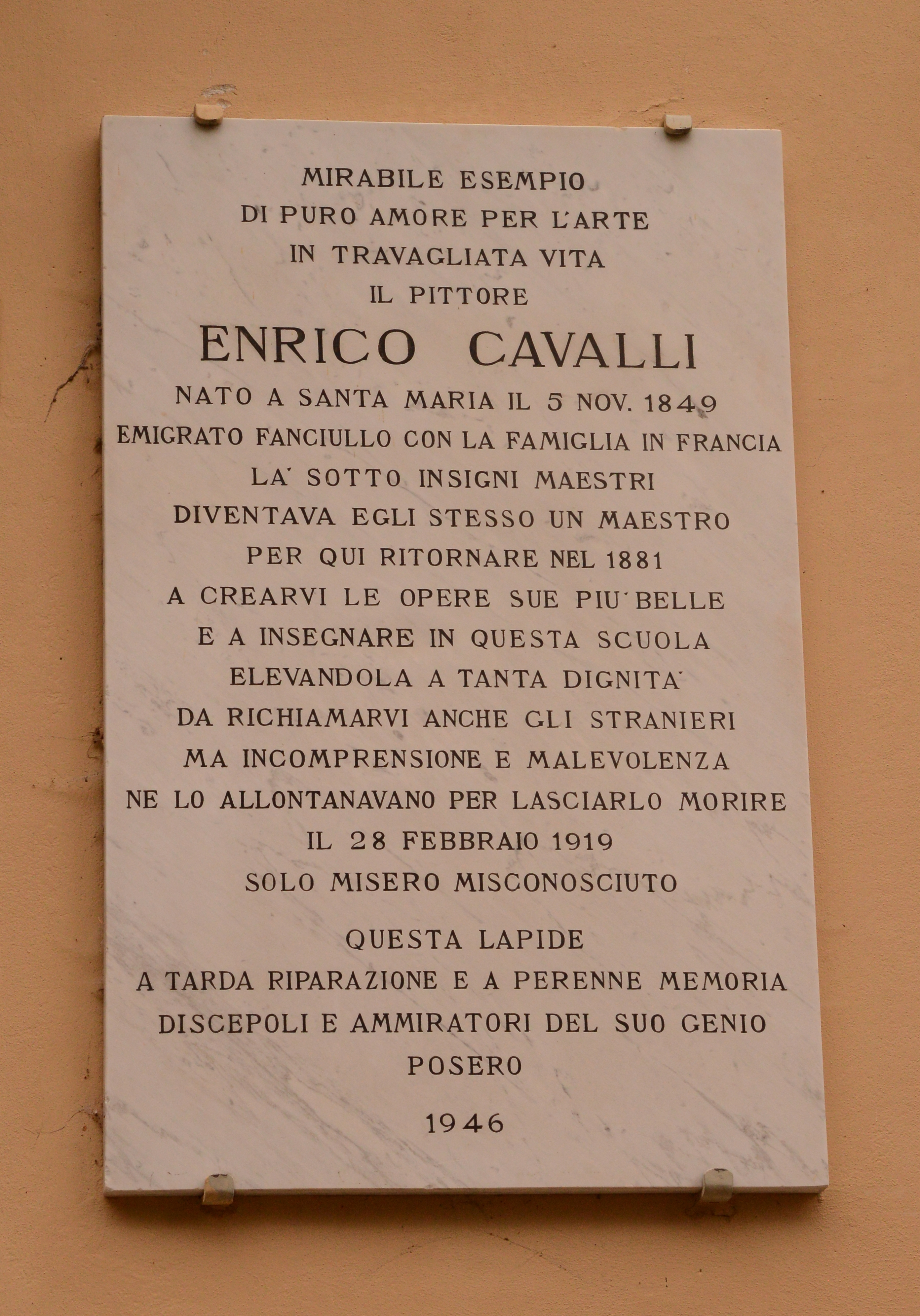
Lapide sulla facciata della scuola d'arte Rossetti Valentini a Santa Maria Maggiore

Enrico Cavalli (Santa Maria Maggiore, 5 novembre 1849 – Santa Maria Maggiore, 28 febbraio 1919) è stato un pittore italiano.

## Biografia
Figlio del pittore Carlo Giuseppe e di Francesca Motta, si trasferisce da Santa Maria Maggiore (Val d'Ossola) in Francia al seguito della famiglia nel 1855. A Lione, dove vive per dieci anni dopo i primi tre anni passati a Grenoble, si iscrive all'Accademia di Belle Arti, dove segue gli insegnamenti del maestro Joseph Guichard ed entra in contatto con altri protagonisti della scena artistica come Auguste Ravier, François Vernay, Louis Carrand e Jean Seignemartin. Lo scoppio della guerra franco-prussiana induce la famiglia Cavalli a trasferirsi dapprima a Parigi, quindi a Marsiglia, dove Enrico incontra e frequenta Adolphe Monticelli, i cui insegnamenti in materia di luce e colore avranno grande influenza sul giovane pittore italiano. La produzione pittorica di questo periodo rimane perlopiù sconosciuta, tuttavia sappiamo che due ritratti del Cavalli vengono accettati dal Salon di Parigi del 1881 e particolarmente apprezzati dal critico de L'Illustrazione Italiana.

La famiglia Cavalli fa ritorno a Santa Maria Maggiore, dove Carlo Giuseppe ed Enrico insegneranno presso la locale scuola d'arte Rossetti Valentini dal 1881 fino al 1892. Enrico riesce a stimolare e coinvolgere i suoi allievi – tra i quali si distingueranno Carlo Fornara, Giovanni Battista Ciolina, Gian Maria Rastellini, Maurizio Borgnis e Lorenzo Peretti Junior – attraverso lo studio dei grandi maestri e l'esperienza pratica en plein air, secondo le regole della modernità apprese in Francia.

L'esperienza didattica di Enrico Cavalli nella piccola accademia vigezzina si interrompe bruscamente alla morte del padre, titolare della cattedra, nel 1892. La Commissione Amministrativa della scuola bandisce un concorso per la sostituzione di Carlo Giuseppe Cavalli senza tenere conto dell'esperienza decennale del figlio, il quale, in segno di protesta, si defila. Accompagnato in un primo tempo da Fornara e Peretti Junior, l'ex insegnante riparte per la Francia, iniziando un percorso tormentato di spostamenti che lo vedranno vagare fino al ritorno in patria, nel 1901, quando accetta un incarico provvisorio di insegnante presso la Rossetti Valentini, da cui verrà comunque sospeso e non riammesso dopo la fine dell'anno scolastico. Seguono altri quindici anni di lavori su commissione, restauri e lezioni private fra Italia e Francia.
Solo nel 1917, appoggiato da alcuni notabili di Santa Maria Maggiore, l'artista si vede assegnata una cattedra da titolare presso la scuola Rossetti Valentini, in cui insegnerà fino alla morte.

Nel 1946, su iniziativa di Carlo Fornara e del mecenate Amedeo Catapano, venne posta sulla facciata della Rossetti Valentini una lapide commemorativa e dai toni polemici verso chi aveva voluto impedire al Cavalli di succedere al padre come direttore della scuola. Sempre nel 1946, il Comune di Santa Maria Maggiore dedica a Enrico Cavalli la via in cui si trova la Scuola di Belle Arti Rossetti Valentini.

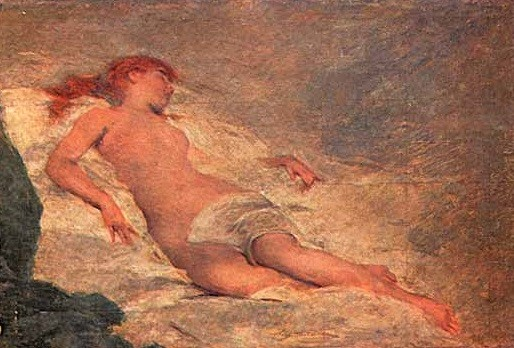
L'opera "Fanciulla dormiente", olio su tela, di Enrico Cavalli

## Mostre
- "Una scuola di pittura in Val Vigezzo: 1881-1919": Torino/Novara, 1990
- "Paesaggi dell'Ottocento. Verso la luce"[6]: Riva del Garda, 2010
- "Le soglie della natura": Arco di Trento, 2010
- "Alessandro Poscio, collezionista appassionato": Domodossola, 2014
- "Carlo Fornara e il ritratto vigezzino"[7]: Domodossola, 2015